# 圣皮埃尔迪比
圣皮埃尔迪比（法語：Saint-Pierre-du-Bû，法語發音：[sɛ̃ pjɛʁ dy by]）是法国卡尔瓦多斯省的一个市镇，属于卡昂区。

## 地理
圣皮埃尔迪比（48°52'5"N, 0°13'2"W）面积7.39 平方千米，位于法国诺曼底大区卡爾瓦多斯省，该省份为法国西北部沿海省份，北濒大西洋英吉利海峡，东北与滨海塞纳省以海上边界相接，东临厄尔省，南至奧恩省，西与芒什省接壤。
与圣皮埃尔迪比接壤的市镇（或旧市镇、城区）包括：科尔代、法萊斯、拉奥盖特、圣马丹德米约。
圣皮埃尔迪比的时区为UTC+01:00、UTC+02:00（夏令时）。

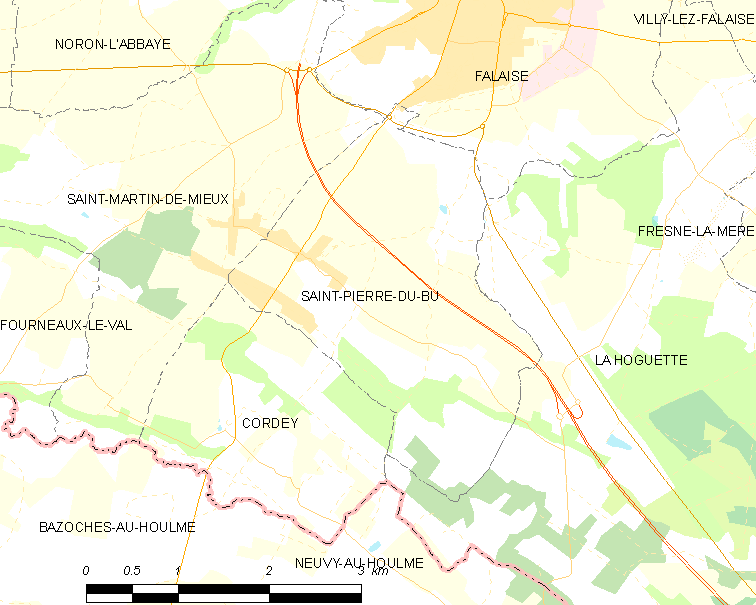
圣皮埃尔迪比的OSM定位图

## 行政
圣皮埃尔迪比的邮政编码为14700，INSEE市镇编码为14649。

## 政治
圣皮埃尔迪比所属的省级选区为法莱斯县。

## 人口

1962-2008年间圣皮埃尔迪比人口变化图示

圣皮埃尔迪比于2022年1月1日时的人口数量为442人。